# 1995 YY1
1995 YY1 är en asteroid i huvudbältet som upptäcktes 21 december 1995 av den japanska astronomen Takao Kobayashi vid Ōizumi-observatoriet.
Asteroiden har en diameter på ungefär 4 kilometer och den tillhör asteroidgruppen Levin.